# Rio Sor (Etiópia)
O rio Sor é um curso de água do sudoeste da Etiópia e um afluente do Rio Gebba no qual desagua pela margem esquerda. O Sor nasce na woreda de Sayo.